# Inmigración alemana en México
La inmigración alemana en México sucedió entre fines del siglo XIX y comienzos del siglo XX. Una buena parte de esta fue migración individual. Como movimientos migratorios grupales se pueden mencionar la inmigración de los colonos alemanes de Villa Carlota, auspiciada por el emperador Maximiliano (1864-1867) y la migración de menonitas. Los villacarlotanos fueron invitados a fundar colonias agrícolas en Yucatán. Los segundos eran miembros de una comunidad religiosa, a quienes el entonces presidente Plutarco Elías Calles ofreció privilegiadas condiciones migratorias. Los menonitas se establecieron en los estados del norte y el sureste de México. En esta comunidades aún hoy en día se habla, en parte, el Plautdietsch, un dialecto alemán llamado Niederdeutsch o Plattdeutsch en terminología alemana.
Durante el auge de la industria cafetalera, se estableció una comunidad alemana de Baviera y de Baden-Wurtemberg en Chiapas, en la región del Soconusco, donde fundaron pueblos como Nueva Alemania y grandes fincas cafetaleras cerca de la frontera con Guatemala. Otras comunidades de Bremen, Lubeca, Dresde, Hamburgo y Berlín se establecieron en Mazatlán (en el estado de Sinaloa), Campeche (Hecelchakán), Nuevo Necaxa (Puebla), El Mirador (Veracruz), Tampico (Tamaulipas), Tijuana (Baja California), Hermosillo, Guaymas, Ciudad Obregón (Sonora) y en las ciudades de San Luis Potosí, Puebla y Ciudad Juárez, entre otras.
La inmigración continúa, debido a la presencia de grandes empresas y corporaciones de origen alemán, lo cual ha llevado a la fundación de escuelas e institutos alemanes. En los años 1990 el entonces canciller alemán Helmut Kohl realizó una visita a la comunidad alemana de Puebla. La comunidad alemana ha influido en la arquitectura, la música y en la gastronomía. El Oktoberfest suele celebrarse cada 23 de octubre en la Ciudad de México y en Puebla de Zaragoza ininterupidamente desde 1971, reuniendo a las colectividades alemanas.[cita requerida] Hacia 2015, la Organización Internacional para las Migraciones reportaba 9.723 inmigrantes alemanes en México.

## Historia

### Nobleza alemana en México
El 21 de julio de 1822 le fueron concedidos a Juan Ráus de Baviera los títulos Duque de Mérida y Príncipe Ráus por el emperador Agustín I de México en reconocimiento de sus “buenos y leales servicios a la nación y el Imperio de México”.
En 1823 la Casa Imperial de México autorizó el traspaso del título ducal al señorío de Rausenbach creando así el pato de Rausenbach.
Se destacaron entre 1940-1950 las visitas frecuentes de Karl Graf von Luxburg Schoenaich-Carolath (Karl Ludwig Graf von Luxburg Furst zu Carolath-Beuthen und Prinz von Schoenaich-Carolath / Karl Ludwig Conde de Luxburg Príncipe de Carolath-Beuthen y Príncipe de Schoenaich-Carolath) uno de los alemanes más famosos de América Latina. Con sus contactos políticos en las más altas esferas de los gobiernos latinos americanos pudo ayudar mucho a la colonia alemana en México.[cita requerida]
En el Estado de Campeche, Maximiliano I ordenó fundar la Colonia Villa Carlota, la cual estaba formada por un total de 443 personas de habla alemana, la mayor parte eran campesinos y artesanos que emigraron de Prusia con sus familias; siendo disuelta en 1867. Algunas familias se quedaron a vivir en el área o se mudaron a otras poblaciones de la península, mientras que otras emigraron a los Estados Unidos y regresaron a Alemania.
La Casa de Wettin, las casa dinástica del Reino de Sajonia tiene parte de su descendencia en México. En la década de 1950 parte de la familia real se instaló en Ciudad de México para huir del régimen soviético instaurado en la República Democrática Alemana.
El actual heredero al trono Alejandro de Sajonia-Gessaphe ha radicado en la Ciudad de México durante más de 40 años.

### Pioneros alemanes en México

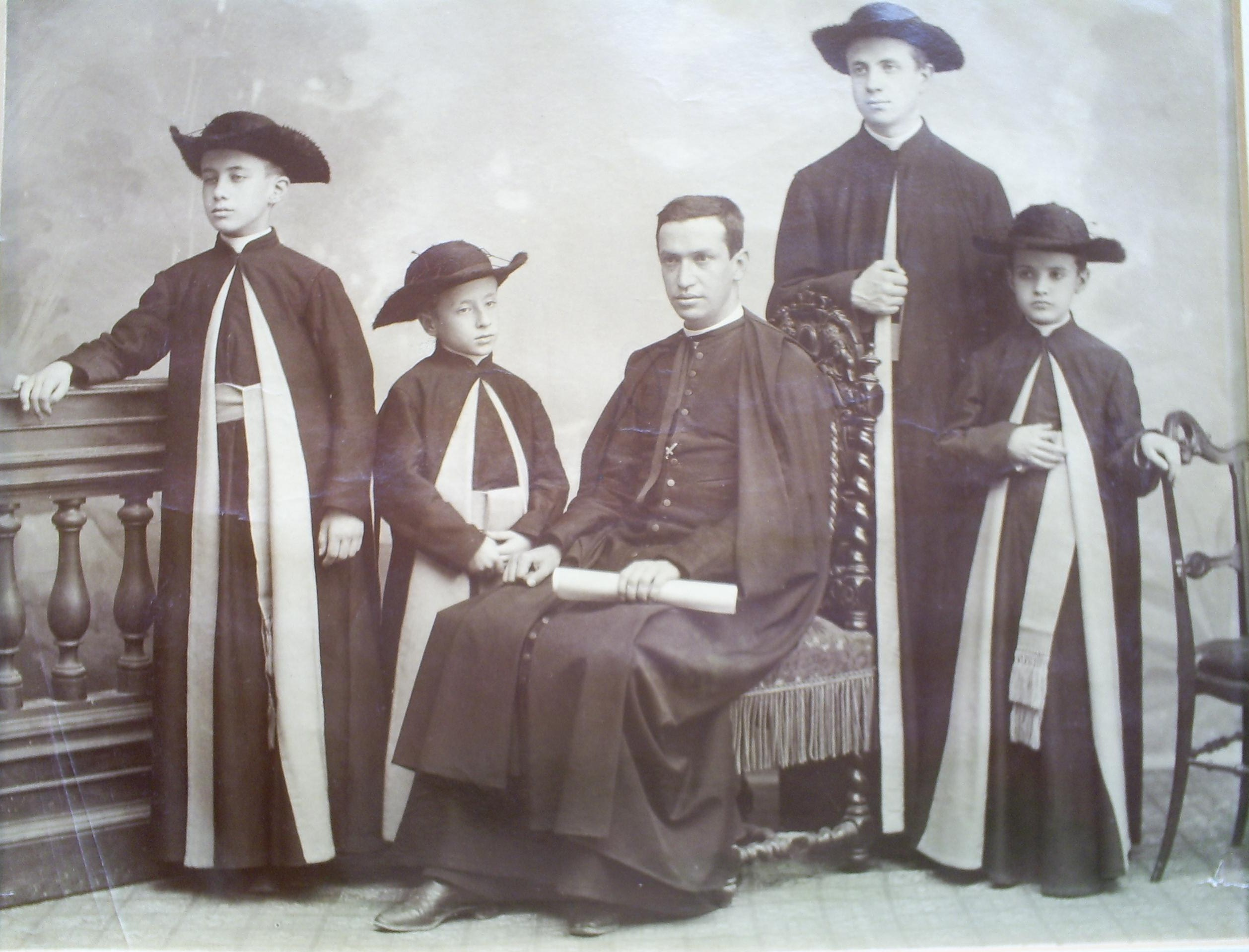
Los niños poblanos Tritschler, en la edad adulta se convirtieron en obispos mexicanos.

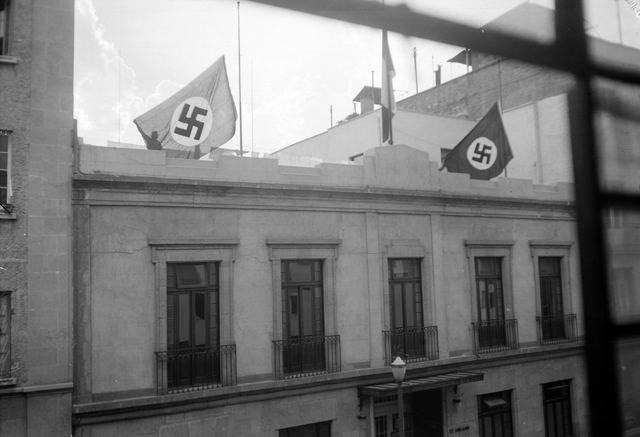
Banderas nazis en el antiguo Casino Alemán en el Centro histórico de la Ciudad de México

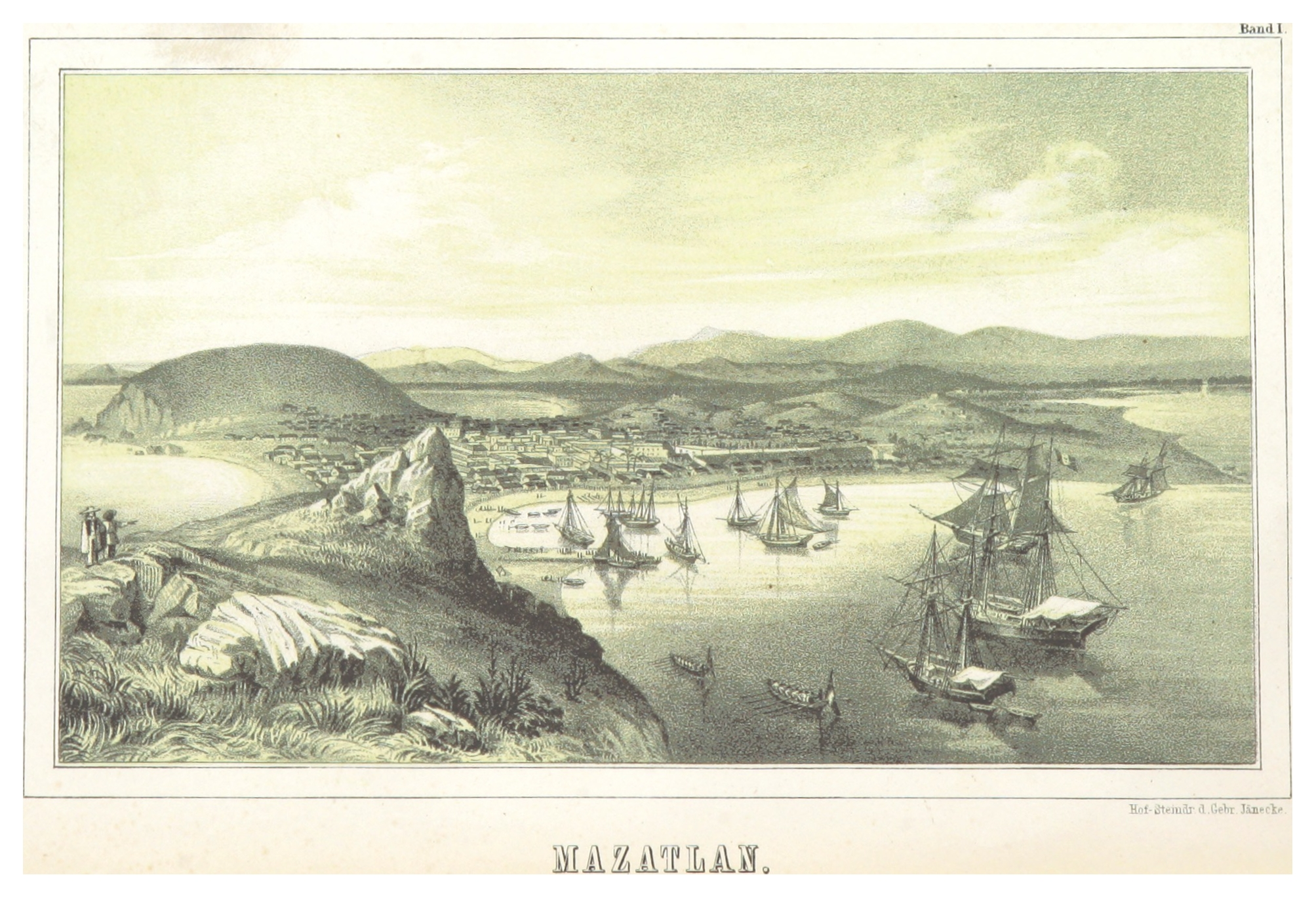
Puerto de Mazatlán en 1858, realizada por el inmigrante alemán Berthold Karl Seemann.

Uno de los inmigrantes alemanes más conocidos en el siglo XIX fue Martin Tritschler, quien llegó a México en 1833 y trajo consigo desde Europa la relojería siguiendo el modelo de reloj de la Selva Negra (región donde nació Marin Tritschler) que en Europa ya era muy apreciado. El éxito de sus negocios y la hospitalidad que halló hicieron que determinara permanecer definitivamente en la nación y pedir la ciudadanía mexicana. El 18 de abril de 1844 después de 10 años de haber llegado a tierras mexicanas el presidente de la República General Valentín Canalizo le otorgó la carta de naturalización, refrendada por el ministro de Relaciones Exteriores José María Bocanegra. Establecido en Puebla, Tritschler mantuvo correspondencia con su familia por las que se entera de su éxito y lo bien que su segunda patria lo acoge.

### Nazismo en México
La emigración alemana a México tiene su lado oscuro. A partir de 1933, el régimen de Adolf Hitler buscó tener una mayor presencia en aquel país. Había intereses políticos y comerciales en juego. Las autoridades del Tercer Reich pudieron encontrar aliados en una parte de la comunidad alemana radicada en México.
Por ejemplo, muchos de los finqueros establecidos en el sur simpatizaban con el régimen nazi. “Ciudadanos alemanes dueños de fincas cafetaleras ubicadas en Chiapas, pusieron recursos y sus terrenos para actividades de los oficiales del ejército alemán”, señala a Deutsche Welle el periodista Juan Alberto Cedillo, autor del libro Los nazis en México.
México representaba un punto geoestratégico importante, sobre todo debido a la cercanía con los Estados Unidos. Por ello, el apoyo al nazismo no se limitó al ámbito cafetalero. “También colaboraron con esas redes empresas alemanas como Casa Bayer, Agfa, la farmacéutica Beik Felix y Cia, Casa Holck, entre otras, quienes proporcionaron cobertura a espías enviados desde Berlín”, sostiene Cedillo. El apoyo al régimen nazi que iban desde grupos de la comunidad alemana en México, hasta los propios mexicanos que eran abiertamente nazis, prácticamente desapareció al término de la Segunda Guerra Mundial, señala el investigador.

## Influencia alemana en la cultura mexicana

### Música
Las raíces alemanas son particularmente notables en la música mexicana debido a la gran cantidad de inmigrantes alemanes en el norte de México alrededor de la década de 1830. Los distribuidores de acordeones de fabricación alemana comercializaron agresivamente los pequeños y fuertes "boom boxes" desde finales del siglo XIX. Hoy en día, varios estilos de música superpuestos que descienden en parte de la música alemana (especialmente la polka) incluyen corrido, conjunto, chotís, redova, banda y ranchera. Muchos de los movimientos de baile que acompañan a estos estilos de música también tienen sus raíces en los bailes tradicionales de polka step, como ocurre con las tradiciones de baile cuadrado que se encuentran comúnmente en la cultura vaquera.

### Cerveza

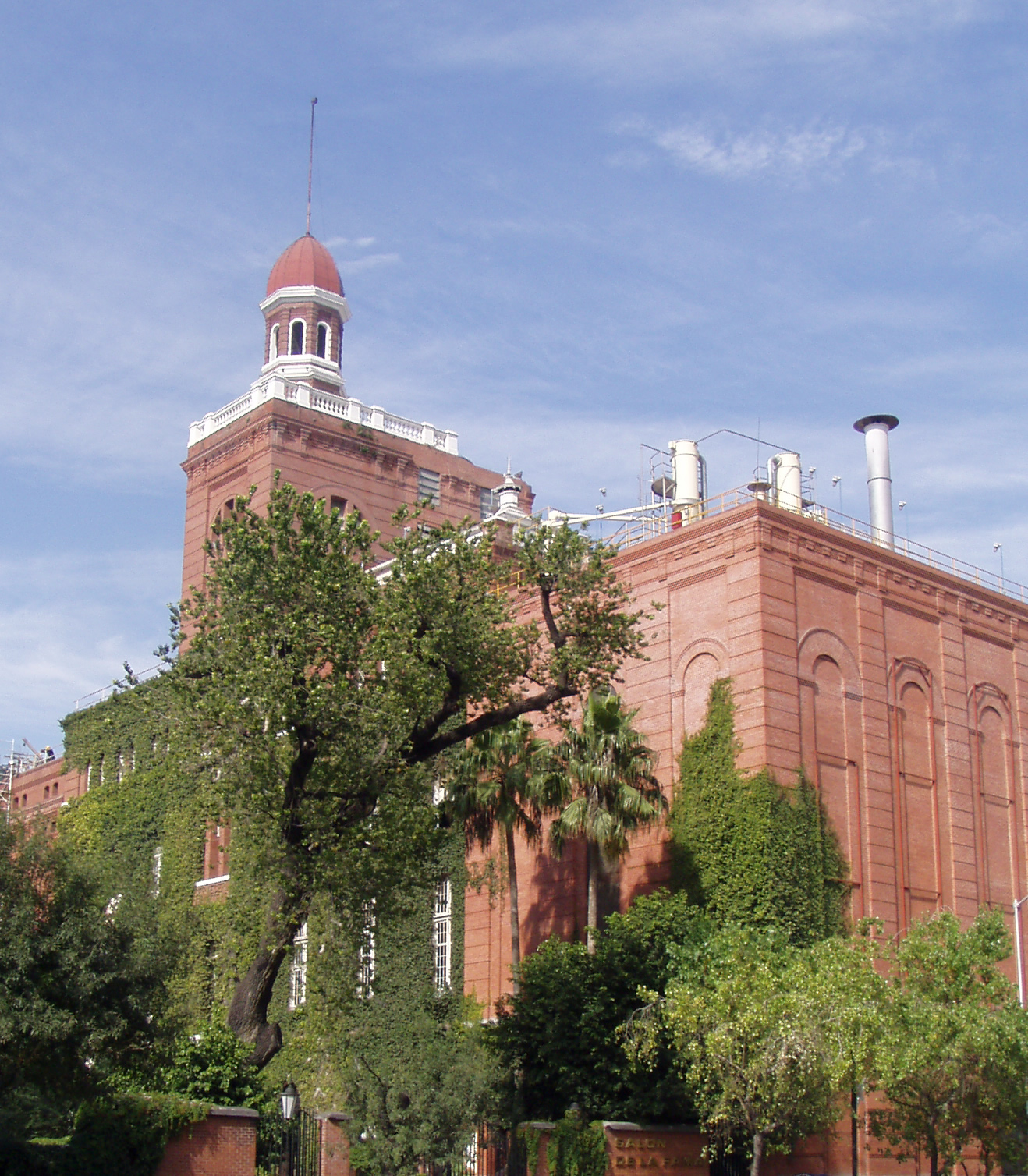
La Cervecería Cuauhtémoc Moctezuma en Monterrey fue cofundada por alemanes.

La afluencia de inmigrantes alemanes y el breve reinado austriaco (mediados del siglo XIX) del emperador Maximiliano, ayudaron a cimentar el arte de la elaboración de la cerveza como un esfuerzo totalmente mexicano que se siente hasta el día de hoy en México como uno de los únicos países de América Latina donde el consumo de cerveza supera al de vino y licores. La influencia alemana ha tenido un impacto duradero en las cervezas mexicanas, con marcas como Negra Modelo y Dos Equis Ámbar, ambas derivadas de un subconjunto malteado de lagers oscuras conocido como estilo Viena.  La producción de cerveza sigue siendo una de las principales industrias de México y las mayores exportaciones están valoradas en más de mil millones de dólares.

### Festividades
El Oktoberfest generalmente se lleva a cabo en varias ciudades grandes con comunidades germano-mexicanas en todo el país, principalmente en la Ciudad de México, Chihuahua y Victoria de Durango del 7 al 31 de octubre. En la Ciudad de México, el Oktoberfest se realiza ininterrumpidamente desde 1971 en el Club Alemán de México.

## Educación
La nación actualmente tiene la segunda mayor cantidad de escuelas alemanas en América Latina detrás de Brasil. México cuenta actualmente con más de 3,000 escuelas de idioma alemán administradas públicamente sin incluir instituciones internacionales o privadas. Los más notables son los siguientes:
El Colegio Alemán Cuauhtémoc Hank establecido en 1993, es un colegio internacional alemán en la Colonia Hipódromo, Tijuana. El establecimiento de la escuela causó controversia con la protesta local de las comunidades chino-mexicanas de Tijuana, que históricamente han sido negadas por el sistema educativo federal en sus intentos por establecer escuelas de idioma chino a pesar de que los chino-mexicanos documentados superan en número a los germano-mexicanos documentados en aproximadamente 216,000 a 60,000 en el momento del censo de Tijuana de 1992.
El Colegio Alemán Alexander von Humboldt en la Ciudad de México, establecido en 1894, es la escuela alemana más grande fuera de Alemania con alrededor de 12,000 estudiantes matriculados a partir de 2012. Los estudiantes matriculados deben demostrar fluidez en alemán estándar a menos que comiencen el jardín de infantes o se transfieran al primer grado. El programa de alemán más renombrado en México, la escuela atrae persistentemente a niños matriculados de muchas celebridades y políticos.
El Colegio Humboldt Puebla se estableció por primera vez con 10 estudiantes de primaria y un maestro de alemán en 1911 como un esfuerzo comunitario para mantener vivas las tradiciones de habla alemana. El colegio es ahora un colegio internacional alemán en Cuautlancingo, Puebla, en el Gran Puebla.
El Colegio Alemán de Guadalajara, es un colegio internacional alemán en Guadalajara, Jalisco. La escuela sigue siendo la institución de América del Norte con la mayor cantidad de estudiantes internacionales de habla alemana de países colectivos como Alemania, Suiza y Austria.
Una pequeña escuela alemana fue fundada en 1917 en Guadalajara como una rama de la escuela de Humboldt. Ellos incluyeron en su mejor jardín de infantes y escuela primaria y contaron 120 estudiantes que fueron enseñados por doce maestros. La entrada de México en la guerra en 1942 marcó el final de la primera escuela alemana en Guadalajara. Para 1979, la escuela se restableció en el sistema educativo mexicano bajo la supervisión administrativa total de la junta de educación. Antes de eso, el idioma alemán solo se enseñaba como idioma extranjero además del programa oficial de enseñanza mexicano, pero ahora es el idioma principal de instrucción. El programa Humboldt sigue siendo el sistema educativo alemán K-12 más grande de las Américas, y cada campus gradúa un promedio de 3000 estudiantes bilingües certificados anualmente. Solo el Colegio Alemán Alexander von Humboldt cuenta con más de 156.000 graduados certificados con fluidez desde el año 2000.

## Comunidades alemanas en México

### Puebla
Puebla es uno de los estados que concentra una de las mayores comunidades alemanas, es el segundo asentamiento importante en México, después de la Ciudad de México, en Puebla hay varias instituciones fundadas por los inmigrantes germanos, como el colegio alemán de Puebla, el círculo alemán, club social que celebra cada año el Oktoberfest de Puebla. En la ciudad, está la planta de Volkswagen, la cual concentra un numeroso personal de origen alemán.